# Османсько-єгипетська війна (1831—1833)
Перша османсько-єгипетська війна — війна в 1831–1833 роках між Османською імперією та османським управителем Єгипетського еялету, хедивом Мухаммедом Алі. Спалахнула через відмову імперії задовольнити вимогу єгипетської сторони — Муххамед Алі прохав передати йому під контроль Велику Сирію як нагороду за участь в Кримській кампанії проти Греції. 1831 року єгипетські сили під командування сина хедива, паші Ібрагіма, напали на землі Османів і завдали їм ряд відчутних поразок. 14 квітня 1832 року турецькі війська були розбиті у боях при Хомсі в Сирії, а 29 квітня того ж року — на перевалі Белен в Нурських горах біля Кілікії. Вирішальна битва при Коньї, відбулася 21 грудня 1832 року, в якій 15-тисяне єгиптське військо здобуло велику перемогу над 53-тисячною армією османського паши Решид-Мехмеда. Боючись, що переможці захоплять столицю, уряд османського султана Махмуда II вступив у обронний союз із російським імператором Миколою І, який в квітні 1833 року надіслав на підмогу туркам російський флот. Втручання Росії, а також дипломатичий тиск Великої Британії та Франції на Муххамеда Алі змусив єгипетські сили зупинити наступ й укласти в травні 1833 року Кютахійський мирний договір з Османами. За умовами договору, турки віддавали провінції Сирію, Палестину та Адану в управління Єгипетському еялету. Мухаммед Алі формально визнавав сюзеренітет султана. Османська імперія була незадоволена таким результатом й готувалася до реваншу. Першим кроком до нього стала російсько-османська оборонна угода. Інші назви конфлікту — Перша османсько-єгипетська війна, Перша турецько-єгипетська війна, Перша сирійська війна, Єгипетська криза 1831—1833 років.